# 靠山屯水库
靠山屯水库是中国辽宁省锦州市义县境内的一座水库，位于小凌河支流靠山屯河上，建于1960年。水库正常库容为570万立方米，集雨面积为165平方千米，海拔为115米。